# Mankells Wallander
Mankells Wallander, este un serial TV de filme polițiste, o coproducție germano-suedeză, primul episod a fost transmis în anul 2005. Filmările au loc de obicei în Ystad. El durează ca. 90 de minute, fiind  produs sub îndrumarea regizorilor: Kjell-Åke Andersson, Jørn Faurschou, Stephan Apelgren, Jonas Grimås, Peter Flinth, Anders Engström, Charlotte Brändström, Leif Magnusson, Henrik Georgsson, Agneta Fagerström-Olsson, Mikael Marcimain, Kathrine Windfeld. Serialul a fost produs după romanele scriitorului Henning Mankell.

## Distribuție
| Krister Henriksson (•) Douglas Johansson (•) Mats Bergman (•) Fredrik Gunnarsson (•) Malena Engström (•) Marianne Mörck (•) Lena Endre (•) Signe Dahlkvist (•) Stina Ekblad (•) Anja Lundqvist (•) Nina Zanjani (•) Ola Rapace (•) Angela Kovács (•) Danica Curcic (•) |